# Antonio Sánchez Cabeza
Antonio Sánchez Cabeza, més conegut com a Toni, és un exfutbolista català que jugava com a lateral esquerre. Va nàixer a Barcelona el 7 de febrer de 1985.

## Trajectòria
Format al planter del Reial Betis, també ha militat al CA Antoniano. La temporada 2007.08 va debutar amb el primer equip bètic a la màxima categoria.